# Zelené kádry
Zelené kádry je označení, které se používalo během první světové války pro dezertéry z rakousko-uherské armády. Populární bylo hlavně v oblasti Jihovýchodní Evropy, v Chorvatsku i jinde. Rozšířené bylo i v ČSR v souvislosti se sudetskou krizí.

## Název
Pojem se rozšířil nově během první světové války, do té doby byl neznámý. Odkazoval především na zběhy nejprve z východní fronty a později i jinde v rakousko-uherské armádě. Polský spisovatel Jerzy Kossowski vydal v roce 1927 román pod názvem Zielona kadra.

## První světová válka
Zelené kádry označovaly bývalé vojáky, kteří zběhli ze svých jednotek, resp. armády a poté se skrývaly v otevřené krajině a v lesích. Vzhledem k přísnému trestání dezercí a především početných vzpour (v roce 1918) panoval mezi těmito lidmi značný strach z případného trestu, a proto se tito vojáci zdráhali se vrátit domů nebo ke svým rodinám. Praxe byla rozšířená na území celého Rakouska-Uherska. Zelených kádrů přibývalo především ke konci války. V roce 1917 bylo jen v Uhrách zaznamenáno na 80 tisíc případů dezerce a v prvních třech měsících roku 1918 to bylo okolo čtyřiceti tisíc. V polovině téhož roku a v jeho závěru již nedokázaly rakouské bezpečnostní složky proti těmto skupinám organizovaněji postupovat. Kromě rozvratu armády představovaly i bezpečnostní hrozby, neboť dezertéři se často dopouštěli krádeží a další trestné činnosti. O jednotlivých formacích se šířily různé zvěsti a lidové příběhy, spekulovalo se, že mají prvotřídní výzbroj a předmětem veřejné debaty bylo tipování míst, kde se vlastně mají pohybovat.
V oblasti Slavonie a Sremu počet těchto lidí dosahoval v závěru první světové války několik desítek tisíc a v celém Rakousko-Uhersku jich v okamžiku rozpadu státu bylo cca čtvrt milionu. Potraviny a vybavení si zajišťovali většinou u místního obyvatelstva, a to buď dobrovolně, nebo násilím (někteří tito vojáci přepadávali civilní obyvatelstvo). V souvislosti s rozpadem Rakousko-Uherska vypukly v některých oblastech násilnosti, jak se stále početnější skupiny dezertérů pokoušely na mnoha místech ustavit nové pořádky. Skupiny nebyly organizované ve smyslu např. partyzánské armády, přesto v řadě případů vzaly zákon do svých rukou a aktivně postupovaly proti rakousko-uherskému vojsku.

## Sudetská krize
Během sudetské krize takto byli označováni bývalí vojáci Československé armády německé národnosti, kteří se rozhodli dezertovat a bojovat na straně sudetoněmeckého Freikorpsu či případně se věnovat činnosti obdobným způsobem, jako tomu bylo za války první světové. Vzhledem k tomu, že vzpomínky z předchozího konfliktu byly u značné části obyvatelstva tehdejšího Československa ještě živé, nabízelo se toto označení zcela přirozeně.